# Доаје
Доаје (фр. Doyet) насеље је и општина у централној Француској у региону Оверња, у департману Алије која припада префектури Монлисон.
По подацима из 2011. године у општини је живело 1228 становника, а густина насељености је износила 44,53 становника/km². Општина се простире на површини од 27,58 km². Налази се на средњој надморској висини од 316 метара (максималној 386 m, а минималној 254 m).

## Демографија
| 1962. | 1968. | 1975. | 1982. | 1990. | 1999. | 2011. |
| ----- | ----- | ----- | ----- | ----- | ----- | ----- |
| 1.382 | 1.404 | 1.278 | 1.191 | 1.203 | 1.164 | 1.228 |

График промене броја становника у току последњих година